# Parafia św. Wojciecha w Tarnawie Górnej
Parafia św. Wojciecha w Tarnawie Górnej − parafia rzymskokatolicka znajdująca się w archidiecezji przemyskiej w dekanacie Rzepedź.

## Historia
Tarnawa Górna już w 1402 roku była wzmiankowana w źródłach. 16 stycznia 1908 roku do Tarnawy Górnej przywieziono obraz Matki Bożej Częstochowskiej, pochodzący z klasztoru karmelitów w Zagórzu. 1 lipca 1908 roku została utworzona ekspozytura, a nabożeństwa odprawiano w małej drewnianej kaplicy zbudowanej przez rodzinę Biskupów.
W 1924 roku rozpoczęto budowę obecnego kościoła według projektu arch. inż. Jana Skóry, a 6 sierpnia 1933 roku kościół został poświęcony pw. św. Wojciecha. 4 marca 1928 roku została erygowana samodzielna parafia, z wydzielonego terytorium parafii Poraż.
Na terenie parafii jest 1 820 wiernych (w tym: Tarnawa Górna – 827, Tarnawa Dolna – 901, Olchowa – 252).
Proboszczowie parafii:
1908–1912. ks. Antoni Zięba (cooperator).
1912–1926. ks. Władysław Tereszkiewicz (zarządca ekspozytury).
1926–1935. ks. Józef Drybała (w latach 1926–1928 ekspozyt).
1935–1940. ks. Kazimierz Antosz.
1940–1942. ks. Jan Dobrowolski (substytut).
1942. ks. Julian Pleśniak (substytut).
1942–1959. ks. Ludwik Dyszyński.
1959–1993. ks. Józef Jakieła.
1993–2020. ks. prał. Jan Krupiński.
2020– nadal ks. Krzysztof Sobiecki.

## Kościół filialny
W 1926 roku w Olchowej właściciele dworu Wiktor i Józefa Schrammowie rozpoczęli budowę półpublicznej kaplicy, którą 21 października 1929 roku przekazali parafii w Tarnawie Górnej. W 1930 roku kaplica została poświęcona pw. Ducha Świętego. 
Gdy kaplica okazała się za mała, w 1983 roku rozpoczęto jej rozbudowę według projektu mgr inż.  Janiny Czaji. Kościół filialny został poświęcony 17 sierpnia 1985 roku przez bpa Stefana Moskwę.